# Petitcodiac River
Petitcodiac River är ett vattendrag i Kanada.   Det ligger i countyt Albert County och provinsen New Brunswick, i den östra delen av landet, 900 km öster om huvudstaden Ottawa.
I omgivningarna runt Petitcodiac River växer i huvudsak blandskog.